# Бегалиев, Оналбек
Оналбек Бегалиев (2 января 1942, Кзылкумский район, Южно-Казахстанская область — 6 апреля 2025) — чабан-арендатор совхоза имени 60-летия СССР Кзылкумского района Чимкентской области, Казахская ССР. Герой Социалистического Труда (1990).
Родился 2 января 1942 года в Кзылкумском районе Южно-Казахстанской области Казахской ССР.
Указом Президента СССР Михаила Сергеевич Горбачёва № 227 «О присвоении звания Героя Социалистического Труда работникам агропромышленного комплекса Казахской ССР» от 6 июня 1990 года «за достижение выдающихся результатов в увеличении производства и продажи государству продукции животноводства на основе применения интенсивных технологий и передовых методов организации труда» удостоен звания Героя Социалистического Труда с вручением ордена Ленина и золотой медали «Серп и Молот».